# Річки Португалії

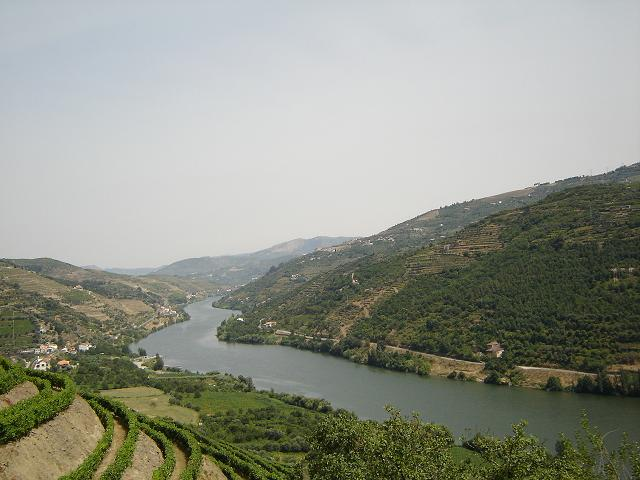
Дору (річка)

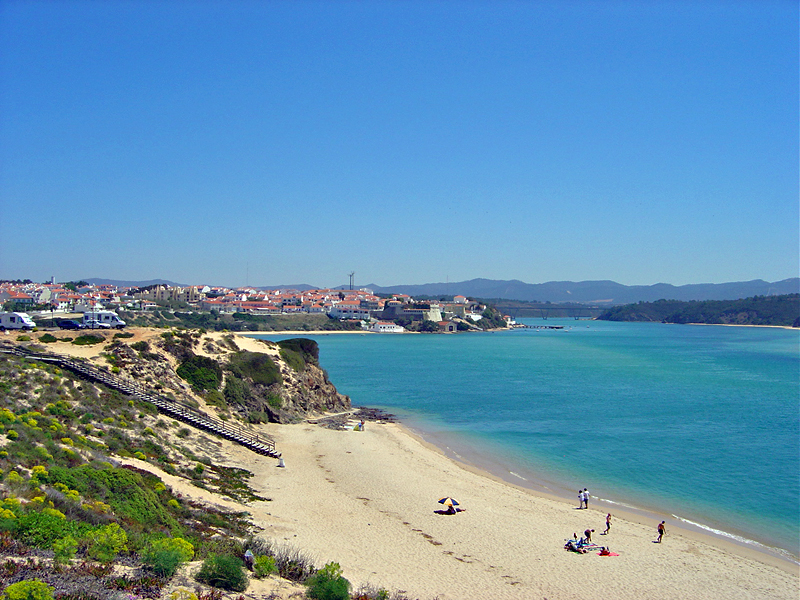
Міра

Річки Португалії — річки в Португалії. Вони утворюють відносно густу мережу. На території країни розташовані пониззя великих річок Піренейського півострова — Дору (Дуеро), Тежу (Тахо) та Гвадіани. Живлення річок головним чином дощове. Річки характеризуються підйомом рівня води в зимовий та весняний періоди, та зниженням рівня в літній період. В гірській місцевості річки протікають у вузьких глибоких долинах, мають різке падіння та володіють великими запасами гідроенергії. На рівнинній місцевості широко використовуються для зрошування.

## Список
Список найдовших річок Португалії.
- 1 — загальна довжина (км).
- 2 — довжина на території Португалії (км).

| Укр.     | Пор.     | 1    | 2   |
| -------- | -------- | ---- | --- |
| Дору     | Douro    | 895  | 322 |
| Тежу     | Tejo     | 1007 | 277 |
| Гвадіана | Guadiana | 865  | 260 |
| Мондегу  | Mondego  | 220  | 220 |
| Зезере   | Zêzere   | 248  | 248 |
| Саррая   | Sorraia  | 190  | 190 |
| Саду     | Sado     | 175  | 175 |
| Тамега   | Tâmega   | 150  | 180 |
| Вога     | Vouga    | 148  | 148 |
| Міра     | Mira     | 130  | 130 |
| Міню     | Minho    | 340  | 75  |
| Ліма     | Lima     | 108  | 67  |
| Кора     | Coura    | 50   | 50  |
| Веш      | Vez      | 36   | 36  |
| Каваду   | Cávado   | 135  | 135 |
| Набан    | Nabão    | 61   | 61  |